# Phyllachora fusispora
Phyllachora fusispora är en svampart som beskrevs av Chardón 1940. Phyllachora fusispora ingår i släktet Phyllachora och familjen Phyllachoraceae.   Inga underarter finns listade i Catalogue of Life.